# گرهارد لاوکه
گرهارد لاوکه (انگلیسی: Gerhard Lauke؛ زادهٔ ۲۵ فوریهٔ ۱۹۵۲) دوچرخه‌سوار اهل آلمان است. وی در بازی‌های المپیک تابستانی ۱۹۷۶ شرکت کرده است.